# Zhou Tianhua
Zhou Tianhua (週天華T, 周天华S, Zhōu TiānhuáP; Jiangsu, 10 aprile 1966) è un'ex pesista cinese.

## Palmarès
| Anno | Manifestazione | Sede       | Evento           | Risultato | Misura  | Note |
| ---- | -------------- | ---------- | ---------------- | --------- | ------- | ---- |
| 1989 | Universiadi    | Duisburg   | Lancio del disco | Bronzo    | 18,71 m |      |
| 1991 | Universiadi    | Sheffield  | Lancio del disco | Argento   | 19,23 m |      |
| 1991 | Mondiali       | Tokyo      | Getto del peso   | 5ª        | 19,64 m |      |
| 1992 | Olimpiadi      | Barcellona | Getto del peso   | 5ª        | 19,26 m |      |
| 1993 | Universiadi    | Buffalo    | Lancio del disco | Oro       | 19,17 m |      |